# Vincent Gembalies
Vincent Gembalies (* 18. Januar 2000 in Oberhausen) ist ein deutscher Fußballspieler. Der Verteidiger steht beim Wuppertaler SV unter Vertrag.

## Karriere
Gembalies lernte das Fußballspielen in den Jugendmannschaften des MSV Duisburg. Am 9. März 2019 feierte er sein Profidebüt für den Verein in der 2. Bundesliga. Nach dem Abstieg in die 3. Liga rückte er im Sommer 2019 fest in den Kader der Profimannschaft des MSV auf. Zur Saison 2022/2023 teilten die Verantwortlichen des MSV Duisburg mit zukünftig nicht mehr mit Gembalies zu planen.
Nach seinem Vertragsende wechselte Gembalies zur Saison 2023/24 zur zweiten Mannschaft des SC Paderborn 07, die zuvor in die viertklassige Regionalliga West aufgestiegen war. Im August 2023 saß er unter Lukas Kwasniok bei zwei Zweitligaspielen auf der Bank, kam allerdings nicht zum Einsatz. Nach einem Jahr in Paderborn schloss er sich dem Ligakonkurrenten Wuppertaler SV in der Regionalliga West an.